# بيل: لنتحدث
بيل: لنتحدث (الفرنسية الكندية: Bell Cause pour la cause) هي حملة أطلقتها شركة الاتصالات الكندية بيل كندا بهدف رفع مستوى الوعي ومكافحة الوصمة المرتبطة بالأمراض النفسية في كندا. تُعد هذه الحملة أكبر التزام مؤسسي تجاه الصحة النفسية في كندا. حيث كانت في الأصل برنامجًا مدته خمس سنوات بتكلفة 50 مليون دولار، ويهدف إلى بناء كندا خالية من الوصمة ودفع عجلة العمل في مجال رعاية الصحة النفسية والبحوث وبيئة العمل. وقد جُددت مبادرة "بيل لنتحدث" في عام 2015 لمدة خمس سنوات بهدف جمع 100 مليون دولار، وفي عام 2020 جُددت المبادرة لخمس سنوات أخرى مع التزام بقيمة 155 مليون دولار. إن أبرز ما في المبادرة هو "يوم بيل لنتحدث" وهي حملة إعلانية سنوية ليوم واحد تُقام في الأربعاء الرابع أو الأخير من شهر يناير، حيث يُتبرع بالأموال لصناديق الصحة النفسية بناءً على عدد التفاعلات على وسائل التواصل الاجتماعي والتواصل والتي تتضمن هاشتاج #BellLetsTalk أو ما يعادله بالفرنسية الكندية #BellCause.
منذ تأسيسها في عام 2010 خصصت الحملة أكثر من 121 مليون دولار للصحة العقلية في كندا مع أكثر من 1.3 مليار تفاعل مسجل عبر أشكال مختلفة من الوسائط. وأصبح #BellLetsTalk الموضوع الأكثر شيوعًا على تويتر في عام 2015 وفي عام 2018 كان الوسم الكندي الأكثر استخدامًا [لعام 2018] على تويتر. ومع أن البرنامج قد تلقى الثناء لكونه أول حملة مؤسسية تعترف بالوصمة المحيطة بالصحة العقلية إلا أنه كان أيضًا موضوعًا للجدل بسبب "شركاتية الصحة العقلية" المزعومة.

## التاريخ
بدأت مبادرة "لنتحدث مع بيل" بهدفٍ يمتد لخمس سنوات وهو التبرع بمبلغ 50 مليون دولار لبرامج الصحة النفسية في جميع أنحاء كندا. وبدأت الحملة بتبرعٍ قدره مليون دولار لبرنامج الطب عن بُعد في مستشفى رويال أوتاوا. كما رغب الرئيس التنفيذي آنذاك جورج كوب في إطلاق برنامج مسؤولية اجتماعية للشركة لمنافسة شركة تيلوس المنافسة حيث تبنت الشركة مؤخرًا قضية سرطان الثدي.
عُيّنت ماري ديكون رئيسةً للبرنامج الجديد. وشغلت سابقًا منصب رئيسة مركز الإدمان والصحة النفسية في تورنتو لمدة عشر سنوات حيث بحثت عن شركاء تجاريين لدعم مبادراتهم في مجال الصحة النفسية. والتقى كوب رئيس شركة بيل بديكون في فعالية تطوعية للمركز وعرض عليها الوظيفة. فقبلت مؤكدةً أنها "ما كانت لتنضم إلى بيل لو لم تكن تؤمن إيمانًا راسخًا بوجود التزام حقيقي وصادق لإحداث فرق". ووفقًا لديكون فقد اختيرت الصحة النفسية لتمييز بيل في السوق.

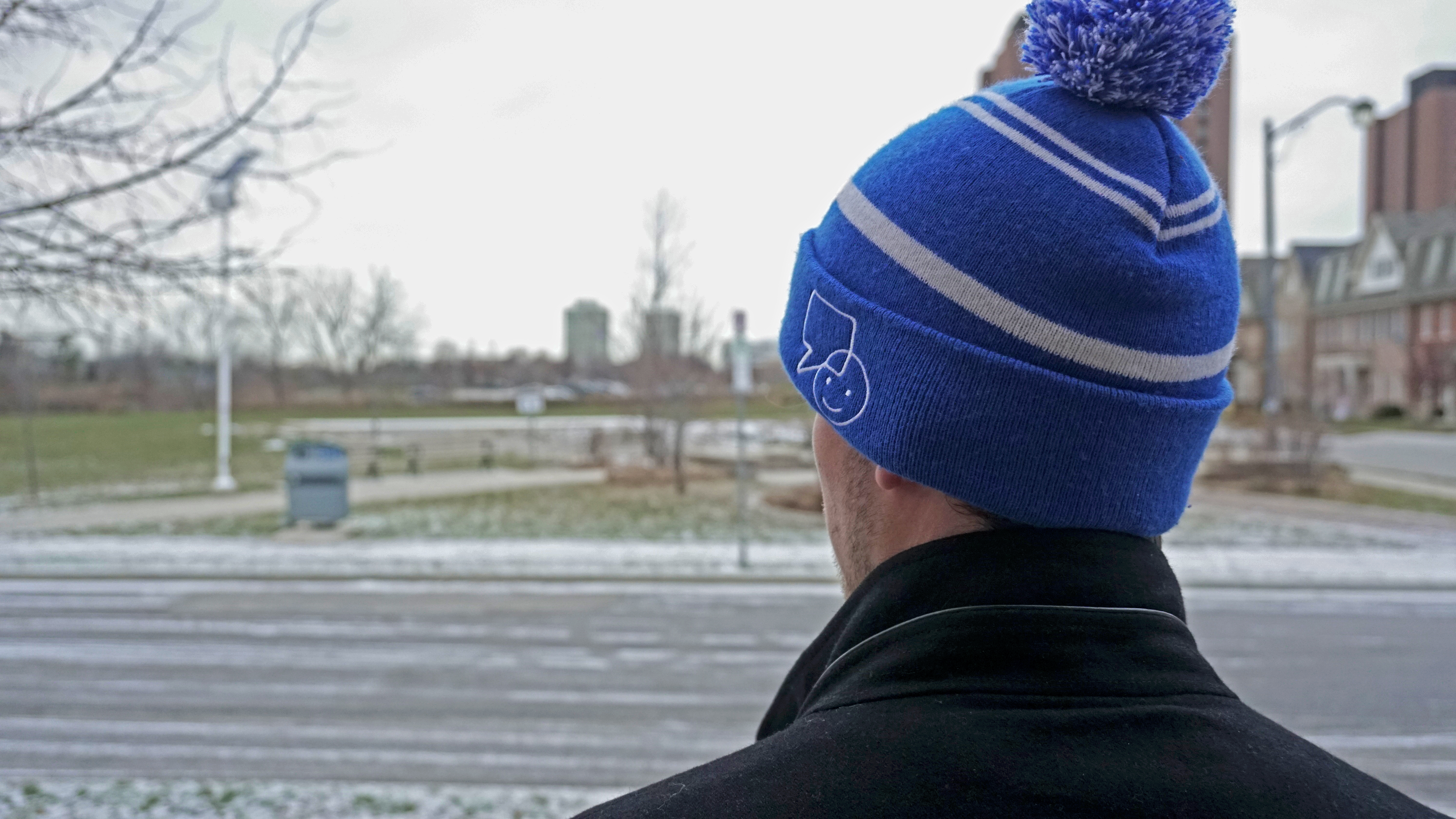
توزع المواد الترويجية ذات العلامات التجارية مثل هذه القبعة في الفعاليات.

صُمم البرنامج بدافع تسويقي وقد اختير موضوع الصحة النفسية بدرجة كبيرة لكونه مجال جديد في مجال رعاية الشركات وكان من المؤكد أنه سيكون مؤثرًا. كما دار نقاش واسع حول الاسم وحول ما إذا كان ينبغي إدراج "بيل" في العلامة التجارية أم لا. وفي النهاية أُدرج الاسم ليُظهر استعداد الشركة لإلغاء وصمة العار المرتبطة بالصحة النفسية عن طريق دعم هذه القضية. اختير اسم "بيل دعونا نتحدث" للإشارة إلى أهداف الحملة المتمثلة في تشجيع المشاركين على التحدث عن مشاكل الصحة النفسية وللإشارة إلى دور الشركة في قطاع الاتصالات.
منذ بداية يوم بيل: لنتحدث السنوي في عام 2011 سجل بل أكثر من مليار تفاعل إجمالي. وفيما يتعلق بتقدم #BellLetsTalk أشارت ماري ديكون إلى أنه "كان هناك تدفق لا يصدق من الدعم لأولئك الذين يعانون من أمراض عقلية على مدى السنوات الثماني الماضية ونحن الآن على استعداد لكسر مليار رسالة إجمالية."

## طُرق
وتهدف الحملة بناء على استخدام منافذ مختلفة إلى دعم قضايا الصحة العقلية عن طريق أربعة قطاعات رئيسية: مكافحة الوصمة والرعاية والوصول والبحث والقيادة في مكان العمل.

### وسائل التواصل الاجتماعي
تهدف مبادرة بيل إلى نشر الوعي بقضايا الصحة النفسية نتيجة للحوار ووسائل التواصل الاجتماعي وخاصةً عن طريق استخدام هاشتاجها. مقابل كل تفاعل في يوم بيل "لنتحدث" تتعهد الشركة بالتبرع بخمسة سنتات لدعم الصحة النفسية في كندا والتي تُقسّم بعد ذلك بين مشاريع مجتمعية مختلفة ومؤسسات رئيسية في جميع أنحاء كندا.
| منصة إعلامية              | التفاعلات                                                                                              |
| ------------------------- | --- |
| تويتر وتيك توك            | كل استخدام للوسم في تغريدة أو فيديو على تكتوك أو مشاهدة الفيديو المنشور على حساب بيل يعد تفاعلًا واحدًا. |
| فيسبوك                    | كل استخدام لإطار الصورة وعرض الفيديو.                                                                  |
| انستغرام ولينكدإن ويوتيوب | كل عرض للفيديو.                                                                                        |
| سناب شات                  | كل استخدام لعدسة بل:لنتحدث وعرض الفيديو.                                                               |
| يتحدث                     | تُحسب كل مكالمة يقوم بها عملاء شركة بيل اللاسلكية أو الهاتف المنزلي بمثابة تفاعل واحد.                  |
| نص                        | كل رسالة نصية يقومون بإرسالها عبر شبكة بيل.                                                            |

### منح صندوق المجتمع
في فبراير 2011 أعلنت شركة بيل عن إنشاء صندوق بيل المجتمعي "دعونا نتحدث" وهو صندوق أُنشئ لتقديم "منح مجتمعية" تتراوح قيمتها بين 5000 و25000 دولار أمريكي لمنظمات الصحة العقلية المسجلة في جميع أنحاء كندا. ويستثني صندوق المجتمع المشاريع الإضافية المتعلقة بمكافحة الوصمة والفعاليات والأبحاث وتلك التي تتعلق باضطرابات عصبية مثل التوحد. فمنذ إنشائه قدم صندوق المجتمع 888 منحة وتراكمت التبرعات لتتجاوز 15 مليون دولار أمريكي. كما يتبرع البرنامج بـ"هدايا رئيسية" تتكون من مبالغ أكبر لمؤسسات رفيعة المستوى - غالبًا بالشراكة مع الحكومات والمنظمات الخيرية الأخرى.

### دعم المشاهير
منذ تشكيل البرنامج كانت كلارا هيوز بطلة الدراجات الأولمبية ست مرات المتحدثة الرئيسية لمبادرة بل:لنتحدث. حيث تشتهر هيوز بأنها الرياضية الكندية الوحيدة التي فازت بميداليات متعددة في الموسم المزدوج وقد عانت هيوز نفسها من الاكتئاب طوال حياتها وشاركت في العديد من الفعاليات التوعوية لدعم الوعي بالصحة العقلية. وبصرف النظر عن المشاركة في جولات منتظمة للترويج لبرنامج بل: لنتحدث أنشأت هيوز حدث عام 2014 رحلة كلارا الكبيرة. وعلى مدار 110 أيام قطعت أكثر من 11000 كيلومتر بالدراجة حول كندا وزارت 95 مجتمعًا لنشر رسالتها. وبعد زيارة كل مقاطعة وإقليم انتهت رحلة هيوز في أوتاوا في يوم كندا من ذلك العام. ثم في يناير التالي بث فيلم وثائقي عن تفاعلات كلارا خلال الرحلة على قناة سي تي في المملوكة لشركة بيل ميديا.
بالإضافة إلى هيوز تضم حركة "لنتحدث معًا" مجموعتين رئيسيتين من قادة الدعم: الخبراء والسفراء. إذ يضم خبراء الحركة 22 شخص معظمهم حاصلون على شهادات طبية ودراسات عليا، ويتمثل دورهم الرئيسي في تقديم الدعم والتوعية بمبادرات الصحة النفسية. في المقابل يضم سفراء الحركة 6 أشخاص تُعتبر حياتهم جميعًا محط أنظار الجمهور، ويتمثل دورهم الرئيسي في إلهام التغيير في كيفية مناقشة الأمراض النفسية والصحة النفسية. كما يدعم البرنامج أيضًا العشرات ممن يصفون أنفسهم بأنهم "أعضاء فريق" والذين تُروَّج قصصهم المتعلقة بتجاربهم مع الصحة النفسية على موقع "لنتحدث معًا" الإلكتروني وغيره من مواقع "بل ميديا" قبل يوم "لنتحدث معًا".

### التوعية ما بعد الثانوية

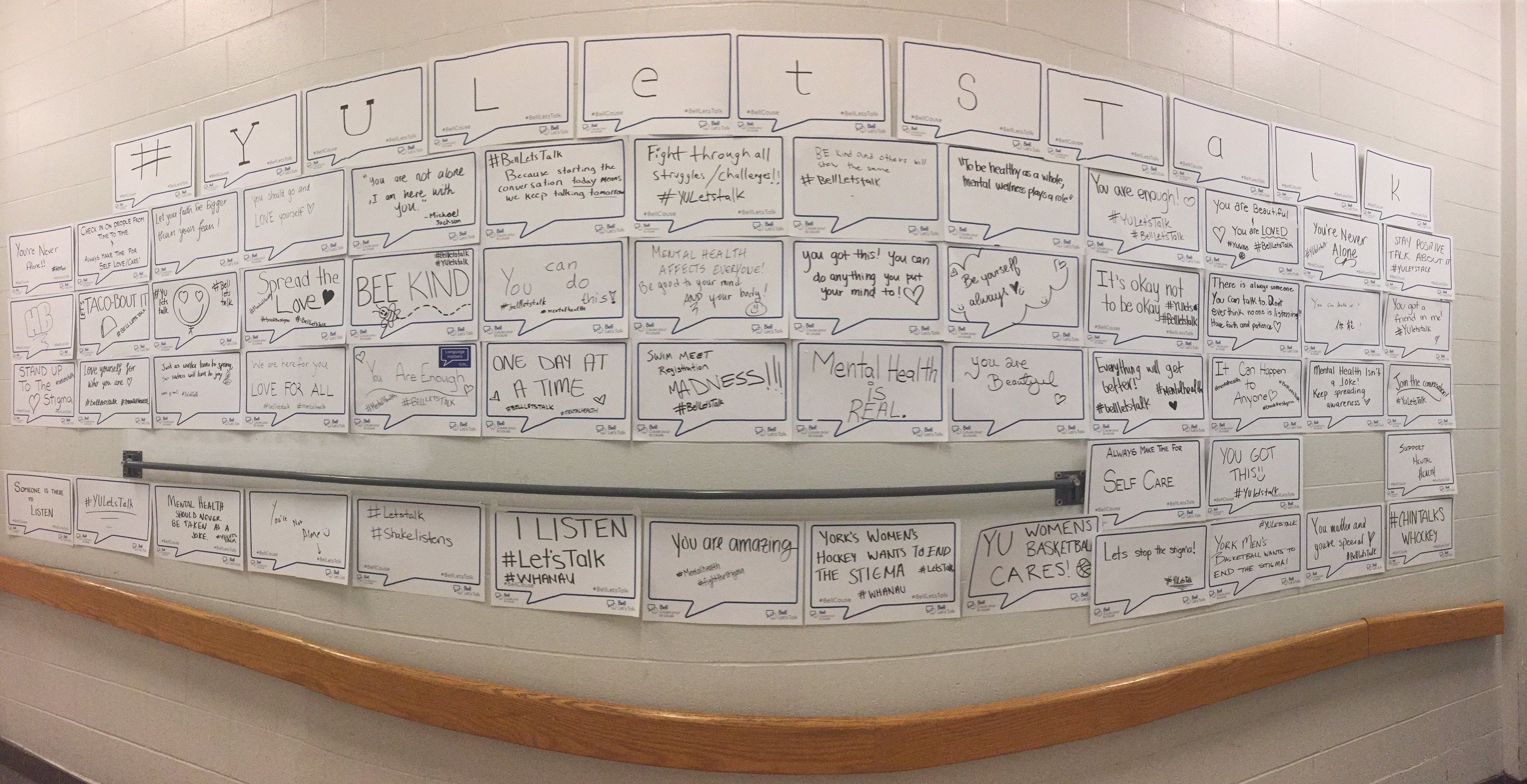
جدار من فقاعات الكلام المنشورة في جامعة يورك في تورنتو تستخدم للترويج لبرنامج بيل: لنتحدث.

لدى العديد من مؤسسات التعليم ما بعد الثانوي الكندية برامج مرتبطة بمبادرة "لنتحدث معًا". يستضيف برنامج "يورك ليونز" الرياضي بجامعة يورك في تورنتو فعاليات متنوعة طوال شهر الفعالية مشجعًا الطلاب على تصميم ملصقات تحمل رسائل دعم ومقدمًا جوائز يمكن ربحها نتيجة المشاركة في هاشتاغ #BellLetsTalk. حيث تُعد الملصقات جزءًا من برنامج "بيل" المجتمعي مع إرسال قوالب فقاعات الكلام إلى المدارس والشركات في جميع أنحاء كندا. كما قادت جامعة بروك إطلاق "أسبوع الازدهار" وهي سلسلة من الفعاليات تتزامن مع يوم "لنتحدث معًا" لتعزيز الرعاية الذاتية والوعي بالصحة النفسية في المدرسة. صُمم هاشتاغ #LetsThriveBrockU ليُستخدم بالتزامن مع هاشتاغ #BellLetsTalk لنشر الوعي في المدرسة. بالإضافة إلى ذلك قدمت جامعة تورنتو متروبوليتان (جامعة رايرسون سابقًا) يومًا للأنشطة الجامعية في يوم "لنتحدث معًا" في عام 2018 تحت عنوان "رشة من حب الذات". قدم الحدث بناءً على برنامج الإرشاد الثلاثي في جامعة رايرسون وتضمن الحدث الطعام والألعاب وكشك الصور للترويج لمشاركة الصور على انستغرام باستخدام الهاشتاج.
يُروّج اتحاد ألعاب القوى الجامعي الكندي (يو سبورتس) على نطاق واسع لبرنامج "لنتحدث معًا" في جميع المؤسسات الأعضاء فيه. وقد شاركت غالبية المدارس من أقسام إيه يو أس وآر إي أس كيو وأوه يو إيه وسي دبليو يو إيه إيه في فعاليات متنوعة خلال يناير 2018. وعن طريق 100 مدرسة شارك أكثر من 20,000 طالب رياضي في برامج التوعية. وقد لعبت المتحدثة باسم الاتحاد كلارا هيوز دورًا كبيرًا في هذه الشراكة حيث صرّحت قائلةً: "يشارك الرياضيون بعمق في الحياة الجامعية ويشعرون بالشغف تجاه مجتمعاتهم المدرسية وأتقدم لهم جميعًا بخالص الشكر على جهودهم وأفكارهم الرائعة في دعم قضية الصحة النفسية."

## الجدول الزمني منذ البداية

### 2011

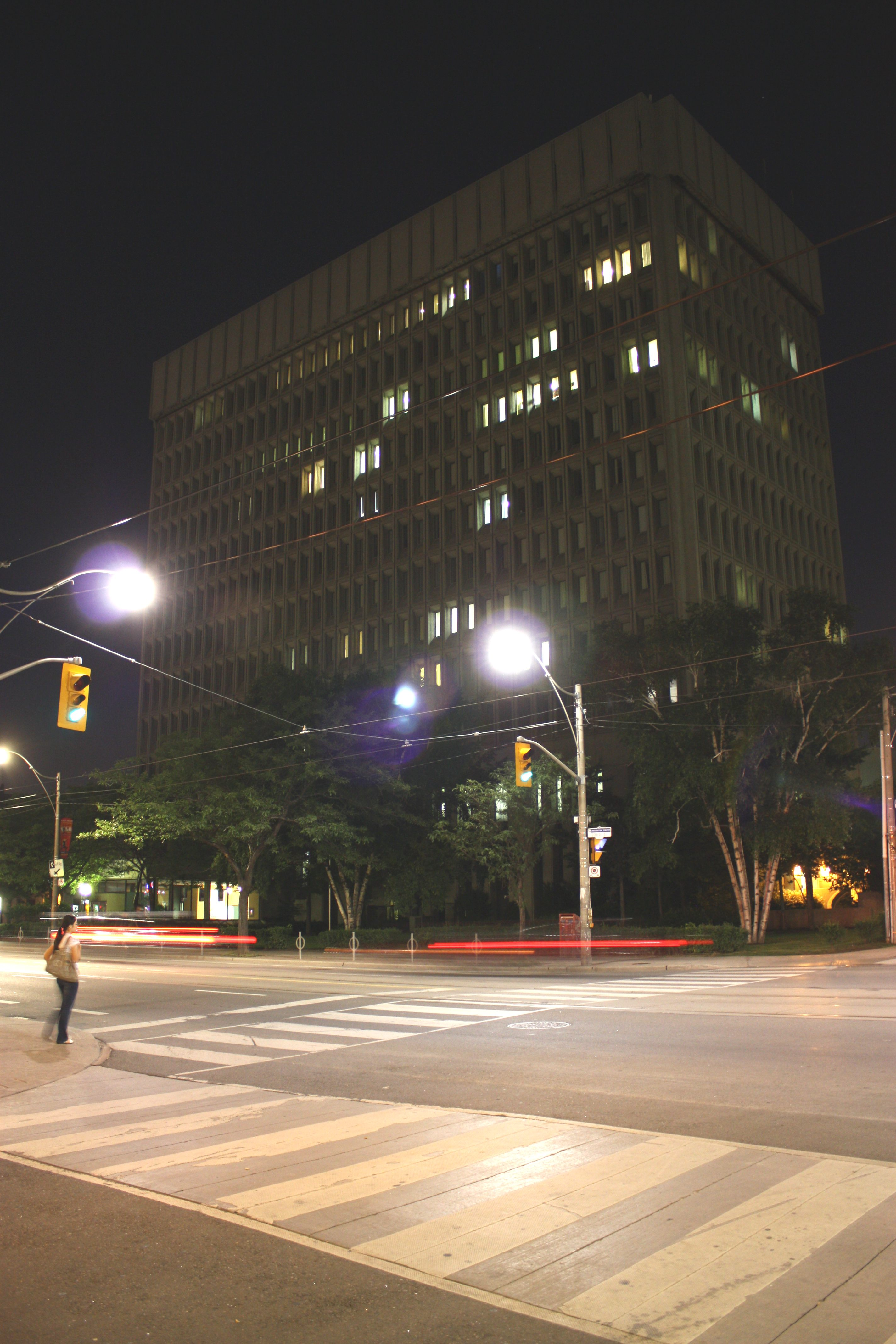
حصل مركز الإدمان والصحة العقلية في تورنتو على تبرع بقيمة 10 ملايين دولار في عام 2011 وهو أكبر تبرع للشركات في مجال الصحة العقلية في ذلك الوقت.

بالإضافة إلى التبرع الافتتاحي بقيمة مليون دولار لمؤسسة مستشفى رويال أوتاوا تلقت مؤسسة مستشفى تشارلز ليموين ومؤسسة ستريتوهوم 300 ألف دولار و250 ألف دولار على التوالي كما حصلت جامعة كولومبيا البريطانية على مليون دولار لبرامجها البحثية.
بالإضافة إلى ذلك كان أكبر تبرع من شركة لمبادرة الصحة العقلية في كندا في ذلك الوقت هو وقف بقيمة 10 ملايين دولار لمركز الإدمان والصحة العقلية. وعندما أعلن عن ذلك في 11 مايو 2011 صرح الرئيس التنفيذي لشركة بيل جورج كوب، بأنه كان جزءًا من "عصر جديد للصحة العقلية في كندا".

### 2012
بعد يوم "لنتحدث" الذي نظمته مؤسسة بيل عام 2012 قُدِّمت تبرعات بقيمة مليوني دولار أمريكي لبنك دوغلاس-بيل للأدمغة في مونتريال. ومنذ افتتاحه عام 1980 أصبح البنك واحدًا من أكبر بنوك الأدمغة في العالم إذ يضم أكثر من 3000 دماغ في ظروف صحية جسدية وعقلية متنوعة. ويُعدّ البنك مساهمًا رئيسيًا في العديد من مشاريع البحث التي تُركّز على مبادرات الصحة العقلية.
تشمل التبرعات الأخرى 200000 دولار و150000 دولار مُنحت على التوالي لمؤسسة مدينة الصحة ومؤسسة شواطئ أونتاريو. بالإضافة إلى ذلك استخدمت منحة مُنحت لجامعة كوينز في كينغستون لإنشاء منصب لرئيس قسم أبحاث الصحة العقلية ومكافحة الوصمة.

### 2013
في أعقاب حملة عام 2013 ذهبت مساهمة قدرها مليون دولار إلى صندوق ترو بيتريوت لاف فند وهي مؤسسة كندية تأسست عام 2009 لدعم الجنود وأسر العسكريين في التعامل مع مشكلات الصحة العقلية المرتبطة بالعودة من الخدمة. ومنذ تأسيسها جمعت أكثر من 25 مليون دولار لبرامج البحث وإعادة التأهيل المختلفة.
تبرعٌ آخر بقيمة مليون دولار أمريكي لمنظمة "برين كندا" وهي جهةٌ تُعنى بأبحاث الصحة العصبية والنفسية في جميع أنحاء كندا. منذ شراكتها مع وزارة الصحة الكندية عام 2011 صُمم صندوق أبحاثها لزيادة المساهمات في أبحاث الدماغ ومراقبة استثماراتها في جميع أنحاء البلاد.
تشمل المساهمات الأخرى في ذلك العام 500000 دولار أمريكي لجامعة كونكورديا و230000 دولار أمريكي لمؤسسة المستشفى اليهودي العام ومليون دولار أمريكي لمؤسسة المعهد الجامعي للصحة العقلية في مونتريال.

### 2014
تميز عام 2014 بتقديم مساهمة قدرها مليون دولار أمريكي لصندوق بيل: لنتحدث لدعم الأقاليم الشمالية في كندا، بالإضافة إلى ذلك ذهب التبرع إلى شراكة أنشئت حديثًا مع حكومة ألبرتا لتوفير دعم أفضل للصحة العقلية للشباب في المقاطعة.
كما تلقت خدمة "خط مساعدة الأطفال" على مستوى البلاد تبرعًا بقيمة 2.5 مليون دولار أمريكي لدعم هدفها المتمثل في تقديم استشارات الصحة النفسية للأطفال عبر الهاتف والرسائل النصية باللغتين الإنجليزية والفرنسية. وأشارت في تقريرها السنوي إلى أن هذا التبرع هو أكبر تبرع من الشركات تتلقاه على الإطلاق.
كما استهدفت الهدايا الكبرى الأخرى لهذا العام تعزيز موارد الصحة العقلية للأطفال في جميع أنحاء كندا. حيث خصص مليون دولار لمركز سانيبروك للعلوم الصحية و500 ألف دولار لجامعة مونتريال و225 ألف دولار لمؤسسة جامعة لافال لدعم الشباب بينما استخدم 500 ألف دولار لجامعة ماكجيل لإنشاء بوابة صحية للطلاب.

### 2015
كان مستشفى سانت جوستين في كيبيك من أبرز المستفيدين من تمويل عام 2015. وقد لاحظ مركز علاج الأم والطفل في مونتريال ارتفاعًا بنسبة 44٪ خلال السنوات الأربع السابقة في عدد الأطفال الذين أدخلوهم بسبب اضطرابات الأكل واستخدم مساهمته البالغة 500 ألف دولار أمريكي للمساعدة في بناء مركز رعاية متوسطة جديد لمراقبة هذه الاضطرابات وعلاجها بعد خروج المرضى. ويُعد هذا التطوير جزءًا من حملة مستشفى سانت جوستين للشفاء الأفضل والتي استمرت حتى عام 2018.
أُرسل مليون دولار أمريكي آخر إلى مؤسسة مستشفى في جي أتش يو بي سي التي كانت تجمع التبرعات لدعم مشروع توسعة جناح الصحة النفسية في المستشفى والذي تبلغ تكلفته 82 مليون دولار أمريكي. افتُتح المستشفى عام 2017 ويستقبل 2000 مريض داخلي سنويًا مما يجعله أكبر منشأة للصحة النفسية في المقاطعة وواحدًا من أكبرها في كندا.
تبرعوا بـ 150 ألف دولار الأخيرة لبرامج الصحة العقلية للشباب في نوناتسيافوت.

### 2016
في يناير 2016 أعلنت شركة بيل عن عدة تبرعات. وقد أتاح تبرع بقيمة 150 ألف دولار أمريكي للصليب الأحمر الكندي للصليب الأحمر فرصة إنشاء دورة إسعافات أولية للصحة النفسية. ومثل دورات شهادة الإسعافات الأولية التقليدية تهدف دورة الإسعافات الأولية للصحة النفسية الجديدة التي يقدمها الصليب الأحمر إلى تزويد المستجيبين الأوائل بالمعرفة اللازمة للتعرف على علامات وأعراض الشخص الذي يعاني من ضائقة ومساعدته في علاجه حتى وصول المساعدة. كما أنشؤا دورة ثانية في ذلك العام تهدف تحديدًا إلى علاج الأشخاص الذين يعانون من ضائقة مرتبطة بالصدمات الشديدة والكوارث.
تعهد بمبلغ 500,000 دولار أمريكي إضافي لدعم برنامج آر آي أس إي التنموي في أونتاريو. صُمم برنامج التمويل الصغير لدعم أكثر من 70% من الأشخاص الذين يعانون من أمراض نفسية أو إدمان والذين يعانون من البطالة بسبب حالتهم. نتيجة لدعمهم بناء على التعليم وقروض الأعمال الصغيرة يعمل آر آي أس إي على مساعدتهم على أن يصبحوا رواد أعمال. في عام 2016 بدأ تطبيق البرنامج في جميع أنحاء البلاد واستُخدمت أموال تبرعات بيل لنتحدث في هذا التوسع.
وشملت برامج أخرى في عام 2016 مبلغ 500 ألف دولار لحكومة يوكون لإطلاق برنامج تدخل قائم على المجموعات للشباب ومليون دولار للأبحاث في المعهد الجامعي للصحة العقلية في كيبيك للكشف عن العلامات المبكرة للمرض عند الأطفال.

### 2017
كانت أكبر مساهمة من حملة عام 2017 استثمار مشترك بقيمة 2 مليون دولار بين بيل والحكومات الإقليمية للمقاطعات الأطلسية الأربع نحو معهد أقوى العائلات. حيث يعمل البرنامج الذي بدأه أستاذان من جامعة دالهوزي في نوفا سكوشا على توفير الاستشارات وبرامج الصحة العقلية الأخرى عن طريق الدورات التدريبية عبر الإنترنت والاستشارات الهاتفية لتقليل تكاليف السفر للعائلات. فاز المعهد بجائزة الحاكم العام للابتكار لعام 2017 وقد لاقت التبرعات تأييدًا حماسيًا من الحكومة. صرح روبرت هندرسون وزير الصحة والعافية في جزيرة الأمير إدوارد أنه "مع معدل نجاح يبلغ 90 بالمائة فإن أقوى العائلات مخصصة لاحتياجات كل عائلة وتوفر علاجًا فعالًا وفي الوقت المناسب يساعد شبابنا ومقدمي الرعاية لهم."
كان الهدف من التبرع بمبلغ 250 ألف دولار أمريكي أخرى لمجلس إمبريس لايف في نونافوت هو المساعدة في نشر الوعي والتثقيف على مستوى المجتمع فيما يتعلق بالوقاية من الانتحار. يلتزم المعهد الذي يقع مقره في إيكالويت بمكافحة المعدل المرتفع للانتحار في الأقاليم الشمالية والتي تعاني من عدد غير متناسب من حالات الانتحار المقدرة بـ 11 حالة انتحار يوميًا في كندا.
مثل العام السابق تبرعوا بمبلغ 150.000 دولار أمريكي لزيادة الوعي بالإسعافات الأولية للصحة العقلية وهذه المرة إلى مؤسسة إسعاف سانت جون. وكان الهدف من اتفاقيتهم لعام 2017 مع مؤسسة الإسعافات الأولية للصحة العقلية زيادة عدد المُدَرِبين المُدَرَبين على الإسعافات الأولية للصحة العقلية بهدف دمجها في نهاية المطاف في معظم دورات الإسعافات الأولية.
حصل معهد ومستشفى مونتريال لعلم الأعصاب بجامعة ماكجيل على 250,000 دولار أمريكي لمشروع بحثي سيمتد على مدار ثلاث سنوات ويتناول الطرق المختلفة لرصد ومعالجة مشاكل الصحة النفسية عبر الثقافات. كما جرى توسيع مركز الموارد البشرية متعدد الثقافات التابع للمستشفى كجزء من المشروع حيث ترجموه إلى عدة لغات إضافية لتقديم الدعم عبر الحدود الثقافية.
من بين التبرعات الرئيسية الأخرى في عام 2017 قُدِّم مبلغ 200 ألف دولار أمريكي بالشراكة مع نقابة يونيفور إلى مركز ما ماوي وي تشي إيتاتا للصحة النفسية للسكان الأصليين في مانيتوبا. كما تلقَّت جمعية لانوديير للخدمات الاجتماعية والصحية في كيبيك 300 ألف دولار أمريكي من كلٍّ من بيل وحكومة كيبيك وجدَّدت جامعة كوينز في كينغستون تبرعها البالغ مليون دولار أمريكي لعام 2012.

### 2018
بخلاف أموال المجتمع البالغة 2 مليون دولار كانت هناك أربع هدايا رئيسية تبرع بها برنامج بيل لتس توك بعد يوم بيل لنتحدث لعام 2018. وكان أكبرها تبرعًا بمبلغ مليون دولار للجنة الصحة العقلية الكندية بالشراكة مع مؤسسة روسي فاميلي فونديشن والمقصود استخدامه لتمويل إنشاء معيار وطني للصحة العقلية بعد المرحلة الثانوية. تجري لجنة الصحة العقلية برنامج البحث الذي يستمر لمدة عامين بالتعاون مع جمعية المعايير الكندية لبناء إرشادات اختيارية يمكن استخدامها ومتابعتها في تصميم برامج التوعية بالصحة العقلية الخاصة بهم. كما تتمثل أهداف البرنامج في تعزيز نجاح الطلاب بناء على الصحة والسلامة ونظرًا لأن ما يقدر بنحو 75٪ من مشاكل الصحة العقلية تشخص لأول مرة بين سن 16 و25 عامًا فإنهم يهدفون إلى مكافحة المشكلات عند ظهورها.

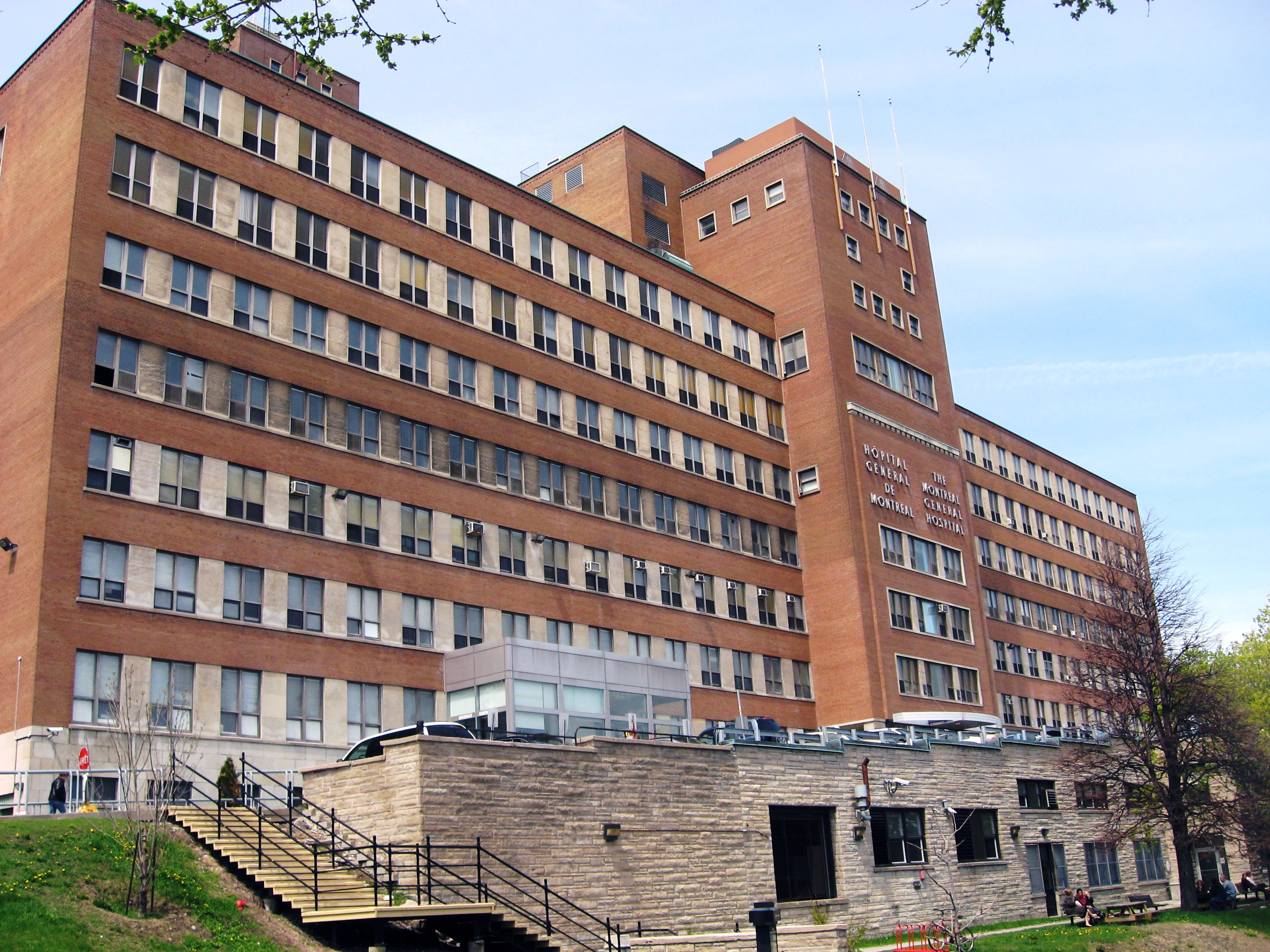
حصل مستشفى مونتريال العام على تبرع لشراء جهاز التحفيز المغناطيسي المتكرر عبر الجمجمة.

كانت الهدية الرئيسية الثانية 400,000 دولار أمريكي لشراء جهاز تحفيز مغناطيسي متكرر عبر الجمجمة من مؤسسة مستشفى مونتريال العام. ووفقًا لمركز جامعة ماكجيل الصحي سيساعد الجهاز في توفير وصول أكبر لبعثة الصحة النفسية التابعة للمركز والأشخاص الذين يدعمهم إلى وحدة تعديل الأعصاب. ويُستخدم الجهاز لمساعدة الأشخاص الذين يعانون من اضطرابات مزاجية مختلفة والذين لا يستطيعون استخدام الأدوية التقليدية بسبب المضاعفات والآثار الجانبية. كما يعمل الجهاز عن طريق تركيز مجاله المغناطيسي على مناطق محددة من دماغ المريض مما يُغير الوصلات العصبية في المنطقة المصابة بالاضطراب. وقد لاقى هذا التبرع ترحيب حار من المؤسسة وفقًا لمايكايلا بارباروسي مديرة وحدة تعديل الأعصاب. وقالت: "يُعد هذا التبرع من بيل ليتس توك خبر سار لمرضى الصحة النفسية وخاصةً أولئك الذين لا يتحملون الأدوية بسبب آثارها الجانبية". وأضافت: "إن تحسين وصول المزيد من المرضى إلى العلاج غير الجراحي الذي لا يؤثر على الوظائف الإدراكية والذي له آثار جانبية قليلة أو معدومة أمر لا يُقدر بثمن".
ثالثًا مُنحت مؤسسة أوجيجيتا بيماتيسوين كيناماتوين (أو بيه كيه) مبلغ 150,000 دولار أمريكي وهي مؤسسة مقرها وينيبيج تعمل على توفير التعليم ودعم الحياة للشباب والشباب البالغين المعرضين للخطر من المجتمعات الأصلية في مانيتوبا. تركز أوه بيه كيه بوجه أساسي على الشباب الأصليين المحرومين الذين يعانون من التأثير المتبادل بين الأجيال لنظام المدارس السكنية الهندية (آي آر أس) على ثقافتهم واقتصادهم. تأسست أوه بيه كيه في عام 2001 على يد الزعيم لاري موريسيت وقد نمت بدرجة مطردة مع ما يقرب من 75 مشارك جديد كل عام. فبحلول عام 2022 يخططون لمشاركة 600 مشارك في البرنامج وهم يضعون الأموال من مبادرة بيل لنتحدث نحو هذا التوسع.
وأخيرًا خصصت 500 ألف دولار أمريكي لمؤسسة المعهد الجامعي للصحة العقلية في مونتريال وخاصة لمركز الأبحاث التابع للمؤسسة. وتعمل المؤسسة نتيجة لدعم المشاريع السريرية والعلمية التي تعزز إعادة دمج المرضى في المجتمع.
مع نهاية يوم "لنتحدث" لعام 2018 حصدت المبادرة 138383995 تفاعلًا عبر مختلف منصات التواصل الاجتماعي المشاركة. وبذلك وصل إجمالي التفاعلات على الإطلاق إلى 867449649 تفاعلًا.

### 2019
مع اقتراب نهاية عام 2018 قدر بيل أن برنامج 2019 سيكون قادرًا على جلب إجمالي التفاعلات على الإطلاق مع الحملة إلى مليار. أقيم يوم بيل دعونا نتحدث 2019 في 30 يناير وبدأت حملة التوعية رسميًا في 3 يناير.
في الفترة التي سبقت 30 يناير أعلن بيل عن عدة تبرعات. أعلن بيل عن دعمه لتوسيع خدمات الصحة العقلية للشباب في جميع أنحاء مانيتوبا عن طريق تبرع مشترك بقيمة مليون دولار مع مقاطعة مانيتوبا لمعهد أقوى العائلات. سيستخدم تبرع بقيمة 500000 دولار لمركز الأبحاث والتدخل بشأن الانتحار والقضايا الأخلاقية وممارسات نهاية الحياة في جامعة كيبيك في مونتريال لتطوير أول مشروع من نوعه يهدف إلى منع الانتحار بناء على الاستخدام الأمثل لأدوات الاتصالات الرقمية الحالية. كما سيعمل مركز سي أتش إي أوه وهو مركز أبحاث وصحة الأطفال في أوتاوا على تقليل أوقات الانتظار وتحسين الوصول إلى رعاية الصحة العقلية عن طريق برنامج نهج الاختيار والشراكة (كابا) نتيجة لتبرع بقيمة 300000 دولار. سيدعم التبرع بمبلغ 300000 دولار أمريكي إلى آكيول بانوه وويلكم هول ميشن وأولد بروري مشن عملهم في رعاية أولئك الذين يتعاملون مع التشرد في مونتريال. ثم انضمت بيل إلى شريكين آخرين مؤسسة سينس ومؤسسة دانبي لدعم مكتب خدمات الشباب بتبرع قدره 500000 دولار أمريكي لدعم مركز الشباب.
شهد يوم 30 يناير رقماً قياسياً بلغ 145,442,699 تفاعلاً مع وسائل التواصل الاجتماعي على تويتر وفيسبوك وإنستغرام وسناب شات بزيادة قدرها 13%.
في أبريل أعلن بيل عن تبرع بقيمة 240 ألف دولار لمؤسسة الصحة السلوكية في وينيبيج لتوسيع خدمات الصحة العقلية ذات الصلة الثقافية.

### 2020
في 6 يناير 2020 بدأت شركة بيل حملتها السنوية العاشرة تحت شعار "الصحة العقلية: كل عمل مهم". وتضمنت الحملة الإعلانية ثماني منظمات كندية توفر الوصول المباشر إلى خدمات الصحة العقلية في جميع أنحاء البلاد، وكانت المنظمات المعنية هي الجمعية الكندية للصحة العقلية والصليب الأحمر الكندي وفاوندري و Jack.org وكيدز هلب فون وريفايفر وإسعاف القديس يوحنا ومعهد سترونجتس فامليز.
في 15 يناير أعلنت منظمة "بيل ليتس توك" وحكومة الأقاليم الشمالية الغربية ونورثويستل عن تبرع بقيمة 500,000 دولار أمريكي لمعهد "أقوى العائلات" لتقديم خدمات الصحة النفسية في جميع أنحاء الإقليم. كما ستتوفر البرامج باللغتين الإنجليزية والفرنسية في أواخر يناير. وصُممت برامج معهد "أقوى العائلات" بالتعاون مع شركاء بمن فيهم مستشارون من السكان الأصليين.
تلقت أمة بيجوس الأولى وقرية صن لودج تبرعًا بقيمة 110 آلاف دولار في 21 يناير للمساعدة في إنشاء معسكر تقليدي للشباب الأصليين المعرضين للخطر في أمة بيجوس الأولى والذي يُطلق عليه اسم معسكر بيل سبيريت آند ذا لاند إكسرشن كامب.
في 28 يناير أعلن بيل عن تبرع بقيمة 225 ألف دولار Fondation de ma vie نحو تجديد خمسة أقسام للأمراض النفسية في ثلاثة مستشفيات مختلفة في ساغيناي-لاك-سان-جان. وقد قدّمت المؤسسة تمويلًا مماثلًا بقيمة 75,000 دولار أمريكي.
شهد عام 2020 رقم قياسي آخر لمبادرة "بيل ليتس توك" من حيث التفاعلات والصحافة. وأحصي أكثر من 154 مليون تفاعل مما زاد تبرع بيل بمقدار 7.7 مليون دولار. ثم انضم مشاهير مثل الأمير هاري وميغان ماركل هذا العام بالإضافة إلى إلين دي جينيريس ورئيس الوزراء جاستن ترودو وريان رينولدز.
في 9 مارس أعلنت شركة بيل عن شراكة جديدة بقيمة 10 ملايين دولار مع مؤسسة جراهام بويك لدعم خدمات الصحة العقلية والعافية المتكاملة للشباب في جميع أنحاء كندا مع توجيه التبرع الأول إلى مراكز إيرو أفرتشي في كيبيك.
لتلبية الاحتياجات المتزايدة للكنديين حول أزمة كوفيد-19 أعلنت منظمة بيل لنتحدث في 26 مارس عن تبرعات بلغت قيمتها الإجمالية 5 ملايين دولار لزيادة الموارد مع الدعم للصليب الأحمر الكندي والجمعية الكندية للصحة العقلية وكيدز هلب فون وريفايفر وسترونجتس فاميليز إنستتوت.
في مارس 2020 أعلنت شركة بل كندا عن تجديد مبادرة #BellLetsTalk لمدة 5 سنوات والتزمت بإجمالي 155 مليون دولار من التبرعات. وفي وقت لاحق من مارس 2020 أعلنت شركة بيل لنتحدث عن زيادة قدرها 5 ملايين دولار في التبرعات استجابةً لـ كوفيد 19 وقد تبرعوا بجميع الـ 5 ملايين دولار إلى 5 منظمات للصحة العقلية تقدم خدمات للعاملين في مجال الرعاية الصحية في الخطوط الأمامية في كندا.
في 30 يوليو أعلنت منظمة "بيل ليتس توك" عن صندوق تنوع جديد بقيمة 5 ملايين دولار لدعم مجتمعات السود والسكان الأصليين والأشخاص ذوي البشرة الملونة. وقُدّمت تبرعات أولية بقيمة 250 ألف دولار إلى خط مساعدة الشباب السود والرابطة الوطنية لمراكز الصداقة.

### 2021
أعلنت شركة بيل عن موضوع حملتها لعام 2021: عندما يتعلق الأمر بالصحة العقلية الآن أكثر من أي وقت مضى فإن كل عمل مهم. وأكدت أن إجمالي التبرعات المقدمة بلغ الآن 113,415,135 دولار (والذي يتضمن التبرع الأصلي للشركة بقيمة 50 مليون دولار عندما أطلقت بيل لنتحدث في عام 2010، بالإضافة إلى 5 ملايين دولار إضافية مخصصة للاستجابة لـكوفيد 19). حيث سيقدم مستشفيان في نوفا سكوشا قريبًا نوع جديد من العلاج للاكتئاب واضطراب ما بعد الصدمة واضطرابات الصحة العقلية الأخرى بفضل تبرع قدره 420,000 دولار من بيل لنتحدث في 7 يناير. سيقدم التحفيز المغناطيسي المتكرر عبر الجمجمة (rTMS) والذي يتضمن إرسال نبضات مغناطيسية قصيرة إلى الدماغ لتحفيز الخلايا العصبية في مستشفى نوفا سكوشا في دارتموث ومستشفى فالي الإقليمي في كينتفيل. وفي 13 يناير أطلقت بيل صندوق بيل لنتحدث التعليم ما بعد الثانوي الجديد بقيمة 2.5 مليون دولار لدعم الكليات والجامعات الكندية في تنفيذ المعيار الوطني لكندا والرفاهية لطلاب ما بعد المرحلة الثانوية. ويمكن للمدارس التقدم بطلب للحصول على منحة بدءً بقيمة 25 ألف دولار للمساعدة في تغطية تكاليف بدء المعيار. كما ستكون هناك فرصة أخرى للحصول على تمويل لمبادرات الصحة العقلية للطلاب المحددة بدء من الربيع. في اليوم التالي تبرعت بيل لنتحدث بمبلغ 500 ألف دولار لمنظمة الشباب Jack.org لتزويد قادة فرع جاك بالتدريب والتوجيه وأدوات التعليم الرقمي لدعم الصحة العقلية للشباب في جميع أنحاء البلاد.
في 20 يناير كشفت شركة بيل عن جولتها التالية من المستفيدين من صندوق التنوع الذي أنشئ في عام 2020. وذهبت تبرعات بقيمة مليون دولار إلى مبادرة العافية المجتمعية الأفريقية ومركز الشباب في مونتريال الشمالية ومدرسة هيلسايد الابتدائية في كيتل وستوني بوينت الأولى وشبكة موارد عائلة موزاييك للقادمين الجدد وجمعية الصحة المجتمعية في نورث إند وبور 3 بوينتس وخدمات عائلة يوركتاون وجامعة يوكون. في 21 يناير أعلنت بيل عن تبرع بقيمة 300000 دولار من بيل دعونا نتحدث لدعم برنامج اضطرابات الأكل في الرعاية الخارجية المكثفة التابع لمستشفى سانت جوستين بناء على مشروع تجريبي يفيد المرضى المراهقين في جميع أنحاء كيبيك. لن يساعد التبرع البرنامج على التكيف مع سياق كوفيد-19 فحسب بل سيزيد بصفة دائمة من إمكانية الوصول إلى خبرة سانت جوستين للمرضى الذين يعيشون خارج مونتريال والذين يمثلون 75٪ من عملائها.
في 26 يناير أعلنت بيل لنتحدث و برين كندا عن برنامج بيل لنتحدث-برين كندا الجديد لأبحاث الصحة العقلية لتسريع أبحاث الدماغ الكندية مع المساعدة في معالجة آثار كوفيد-19 على رعاية الصحة العقلية. يتكون تمويل البرنامج من منحة قدرها 2 مليون دولار من بيل لنتحدث تطابقها الحكومة الفيدرالية (وزارة الصحة الكندية) عن طريق صندوق أبحاث الدماغ الكندي (سي بي آر أف). نتائج يوم بيل لنتحدث لعام 2021 موجودة مع 159،173،435 تفاعلًا أحصوها على مدار اليوم. وهذا يعني أن بيل تتبرع بمبلغ 7،958،671.75 دولار آخر لبرامج الصحة العقلية الكندية. في 15 أبريل أعلنت بيل عن 123 كلية وجامعة تلقت تبرعات بقيمة 25000 دولار لكل منها كجزء من صندوق بوست-سكندري. في مايو أعلنت شركة بيل لتس توك عن التزام آخر بقيمة مليون دولار أمريكي لمنظمة رايز لإشراك الكنديين الذين يعانون من تحديات الصحة العقلية/الإدمان في التدريب على ريادة الأعمال والتوجيه والإقراض وتوسعهم في مانيتوبا نتيجة لإنشاء رايز وينيبيج. في 6 مايو أعلنت شركة بيل عن أحدث المستفيدين من صندوق التنوع الخاص بها بمبلغ 750 ألف دولار أمريكي في شكل تبرعات. والمنظمات التي تلقت التمويل هي: مركز موارد الأسرة دلتا وموسايك ونوريت/جونيس كاريبوس وميزونز ترانزشنلز ومركز الصحة المجتمعية تايبو ووابانو. في أكتوبر أطلقت شركة بيل لنتحدث واي هارت راديو بودكاست جديد تمامًا بعنوان "From Where We Stand: Conversations on race and mental health" يستضيفه آن ماري ميديواك وجامار ماكنيل والراحلة كاندي بالماتر. يصدر الموسم المكون من 6 حلقات كل يوم أربعاء ويسلط الضوء على تجارب مجتمعات السود والسكان الأصليين والأشخاص الملونين (بيبوك) وتأثيرها على الصحة العقلية.

### 2022
أطلقت شركة بيل حملتها السنوية الثانية عشرة في الرابع من يناير وتشجع الكنديين على دعم أنفسهم وبعضهم البعض من خلال اتخاذ الإجراءات: الاستمرار في الاستماع، والاستمرار في التحدث، والاستمرار في التواجد.  كجزء من إطلاق حملتهم، أعلن الرئيس التنفيذي لشركة بيل ميركو بيبيك عن تغطية الصحة العقلية غير المحدودة لموظفي بيل وأفراد أسرهم المؤهلين.  في 12 يناير، أعلن بيل عن تبرعات بقيمة مليون دولار لـ 16 مدرسة ما بعد الثانوية في جميع أنحاء كندا،  بما في ذلك جامعة نيو برونزويك وكلية أسينيبوين المجتمعية وجامعة كالجاري وكلية سنتينيال وكلية جورج براون وكلية همبر وكلية سينيكا وكلية شيريدان وجامعة ليكهيد وجامعة ماكماستر وجامعة واترلو وجامعة شيربروك وكلية التكنولوجيا العليا وجامعة مونتريال وجامعة شيربروك وجامعة كيبيك في تشيكوتيمي. أعلن صندوق التنوع عن منح جديدة بقيمة 600000 دولار لـ 6 منظمات: بلاك يوث سكساس ولايف وذ أبيبي ولاهيبردي وكيتيكميت هيراتج سوسيتي ونيسا هلب لاين ووولف ليك فيرست نيشن. 
سجل يوم بيل لتس توك داي لعام 2022 ما يصل إلى 164,298,820 تفاعلًا مما أدى إلى تبرع قياسي من بل بقيمة 8,214,941 دولار.

### 2023
وقد تعهد بيل بالتبرع بمبلغ 10 ملايين دولار للمنظمات التي تدعم قضايا الصحة العقلية بدلاً من الاستمرار في التعهد بمبلغ 5 سنتات لكل رسالة نصية أو تفاعل على وسائل التواصل الاجتماعي.

## الجدل

### شراكة الصحة العقلية
كما أشار جيسون ماجدَر في صحيفة مونتريال غازيت "إنّ التبرع بمبالغ طائلة للمساعدة في تحسين الصحة النفسية أمرٌ مختلفٌ تمامًا عن محاولة الاستفادة من الإعلانات المجانية في الوقت نفسه. أو على الأقل هذا ما يُقال عن الحجة المُعارضة لمبادرة بيل للمساعدة في مكافحة الصحة النفسية." في مقالٍ نُشر في مدونة تورنتويست لأسلوب الحياة بعنوان "دعونا نتحدث عن خصخصة الصحة النفسية" اقتبست هناء شافي عن لوسي كوستا المدافعة عن الصحة النفسية التي تزعم وجود فجوة بين دوافع الربح لشركة مثل بيل والاستراتيجيات الفعّالة لمكافحة تحديات الصحة النفسية. وتُشير كوستا إلى أن "هذه أجندة مختلفة تمامًا عن محاولة فهم وفهم تأثير الفقر والعزلة والانفصال - بما في ذلك الانقطاع الرقمي - الذي يُعاني منه الكثيرون عند نبذهم من العالم الاجتماعي بسبب التحيز." وقد عبّرت كوستا إلى جانب صحفيين ومناصرين محليين آخرين عن مخاوف مُماثلة بشأن خصخصة بيل المزعومة لقضايا الصحة النفسية. ومع ذلك ردت شركة بيل كندا على الاتهامات قائلة: "لقد وضعوا اسمهم على الحملة لأنه لا يوجد أحد آخر سيتناول الصحة العقلية".

### معاملة موظفي بيل
وُجّهت انتقادات إضافية بشأن معاملة شركة بيل المزعومة لموظفة تعاني من مشاكل في الصحة النفسية. فقد عملت ماريا ماكلين كمذيعة إذاعية في محطة غراند فولز بنيو برونزويك المملوكة لشركة بيل كندا. كما أفادت هيئة الإذاعة الكندية (سي بي سي) أنها طُردت "بعد ساعة واحدة فقط من مشاركة معاناتها مع المرض النفسي مع زملائها وتقديمها تقريرًا طبيًا لمشرفها يفيد بحاجتها إلى إجازة لمدة أسبوعين للتكيف مع دوائها الجديد". وأشارت ماكلين تحديدًا إلى المفارقة في معاملتها على النقيض من مبادرة "لنتحدث مع بيل" و"تشعر أن نوايا الشركة صائبة ولكن مع تحسين العلاج خلال فترة مشاكلها النفسية الشخصية كان بإمكان الشركة أن تُثبت صحة كلامها". ثم ردّ ماثيو جارو مدير الإعلام في شركة بيل آنذاك على التعليق قائلاً: "بينما لا نُعلّق نحن [بيل] عادةً على قضايا مُحددة تُخصّ الموظفين يُمكنني التأكيد أن بيل لا تُفصل الموظفين بسبب مشاكل الصحة النفسية في هذه الحالة أو غيرها".

### الأرباح من نظام الهاتف في سجن أونتاريو
قال محامي الدفاع الجنائي مايكل سبرات في مقابلة مع برنامج "كما يحدث" على إذاعة سي بي سي : "تستغل شركة بيل كندا نزلاء السجون الذين يعانون من مستويات عالية من الأمراض النفسية وتمنعهم من الوصول إلى أنظمة الدعم التي هم بأمس الحاجة إليها". وأضاف: "المكالمات مكلفة وصعبة للغاية مما يمنع النزلاء الذين غالبًا ما يكونون مرضى نفسيين من التحدث إلى مستشاريهم أو عائلاتهم أو أنظمة الدعم الأوسع نطاقًا". يأتي هذا في أعقاب طلب حرية المعلومات عام 2017 والذي كشف في وثائق مفصلة أن حكومة أونتاريو تجمع عمولة من كل مكالمة مدفوعة الأجر من سجون المقاطعات بناءً على نسبة مئوية من إجمالي الإيرادات الشهرية. كما تضمنت الوثائق عمليات تحرير متعددة لإخفاء سعر المكالمات الهاتفية الدقيق الذي تفرضه بيل والنسبة المئوية الدقيقة للعمولات.
رفضت كلٌّ من شركة بيل وحكومة أونتاريو الكشف عن أرباحهما من السجناء. كما أشارت المقابلة إلى أن المكالمات من السجن يجب أن تكون إلى خط أرضي يقبل المكالمات المدفوعة مسبقًا. في فبراير 2017 توفي كليف جيديس وهو سجين مصاب بالفصام بعد يومين من العثور عليه مشنوقًا في زنزانته المنعزلة. لم تتمكن عائلة جيديس من استقبال مكالمات منه لعدم امتلاكهم خط أرضي. وتضمنت إحدى التوصيات الـ 48 الصادرة عن ذلك التحقيق تغيير نظام الهاتف في السجن. ويخلص سبرات إلى أنه في حين تتلقى بيل جزءًا ضئيلًا من أرباحها فإن بعض الأرباح تأتي من الأشخاص الأكثر تهميشًا وتعرضًا للانتهاك والضعف ممن يعانون من مشاكل الصحة العقلية. ومع ذلك قال متحدث باسم بيل: "المقاطعة هي التي تحدد شروط عقدها وأسعار السجناء هي نفسها لعامة الناس".
في عام 2023 أوقفت محكمة الاستئناف في أونتاريو مؤقتًا دعوى قضائية جماعية قائمة زاعمةً أن نظام هاتف سجن بيل في أونتاريو فرض أسعارًا "باهظة" وأمرت هيئة الإذاعة والتلفزيون والاتصالات الكندية بمراجعة الدعوى لمعرفة ما إذا كانت لديها سلطة قضائية على معقولية أسعار هواتف السجون وألا تعود إلى المحاكم إلا في حال صدور قرار سلبي من هيئة الإذاعة والتلفزيون والاتصالات الكندية. وكانت محكمة العدل العليا في أونتاريو قد وجدت سابقًا أن الأسعار أعلى بأربعة أضعاف من الأسعار المفروضة على السجناء في مقاطعات أخرى.
أمرت هيئة تنظيم الاتصالات الكندية شركة بيل بالكشف عن إيراداتها من صفقة 2013 إلى 2021 حيث تفوق المصلحة العامة أي ضرر محتمل للشركة. في أغسطس 2024، أظهرت وثائقها أن بيل حققت 64 مليون دولار من الإيرادات الإجمالية منها 39 مليون دولار مُنحت لحكومة أونتاريو كعمولة. كما وجدت هيئة تنظيم الاتصالات الكندية أن الصفقة الجديدة التي حلت محل صفقة بيل كانت أرخص بكثير للسجناء مع نظام لبطاقات الاتصال المدفوعة مسبقًا بالإضافة إلى المكالمات المجمعة ومعدل مسافة طويلة يبلغ بضعة سنتات في الدقيقة بدلاً من دولار واحد في الدقيقة للمكالمات الطويلة. وفي ديسمبر 2024 وجدت هيئة تنظيم الاتصالات الكندية أنها لا تملك أسعار هواتف السجون في أونتاريو لا تخضع لموافقة هيئة تنظيم الاتصالات الكندية مما فتح الباب أمام عودة القضية إلى المحاكم مع أنها أشارت أيضًا إلى أنها ستجمع معلومات حول هذه القضية للمضي قدمًا.

## روابط خارجية
- الموقع الرسمي